# Elisabethkirche (Hamburg-Eidelstedt)

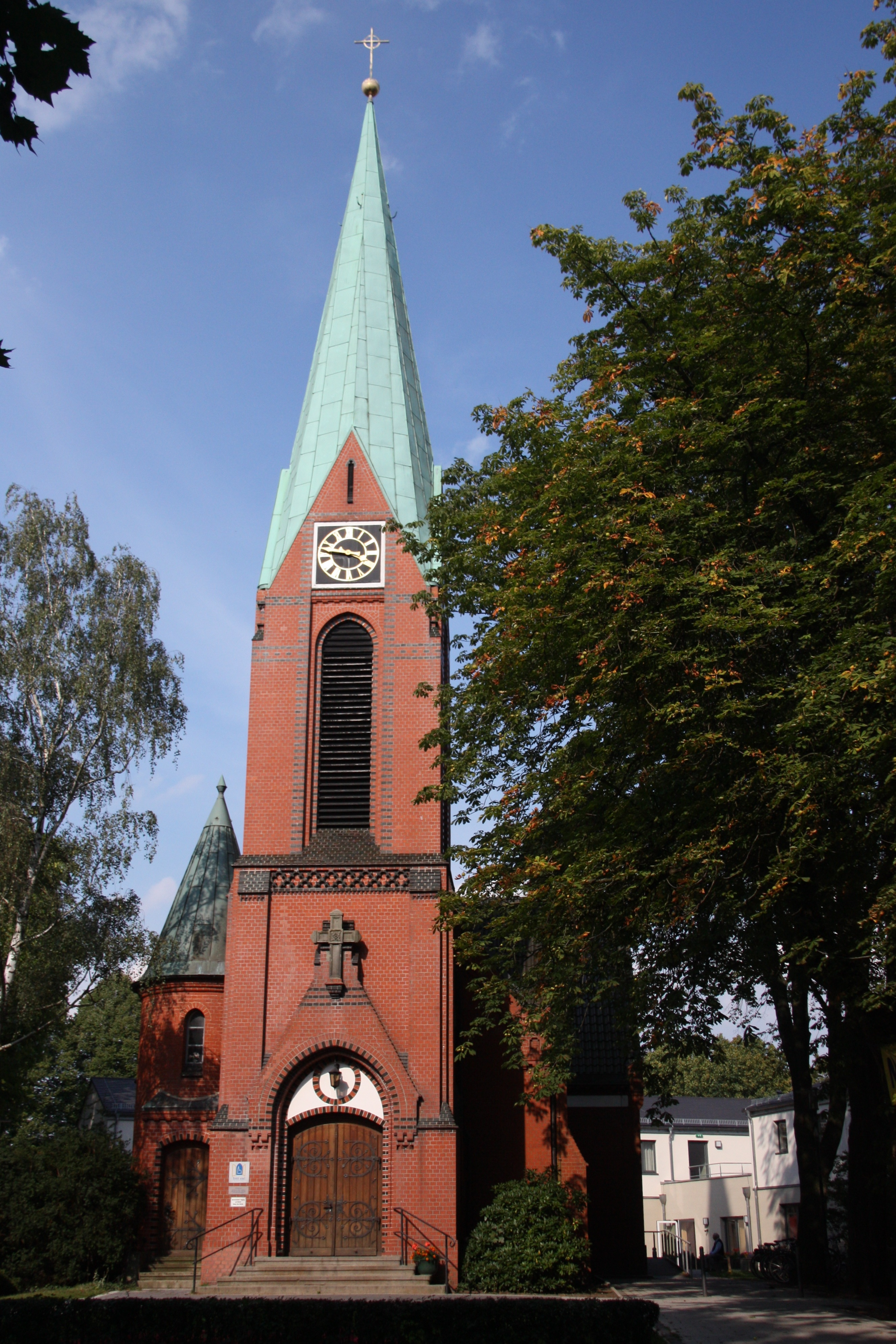
Ansicht von der Turmseite

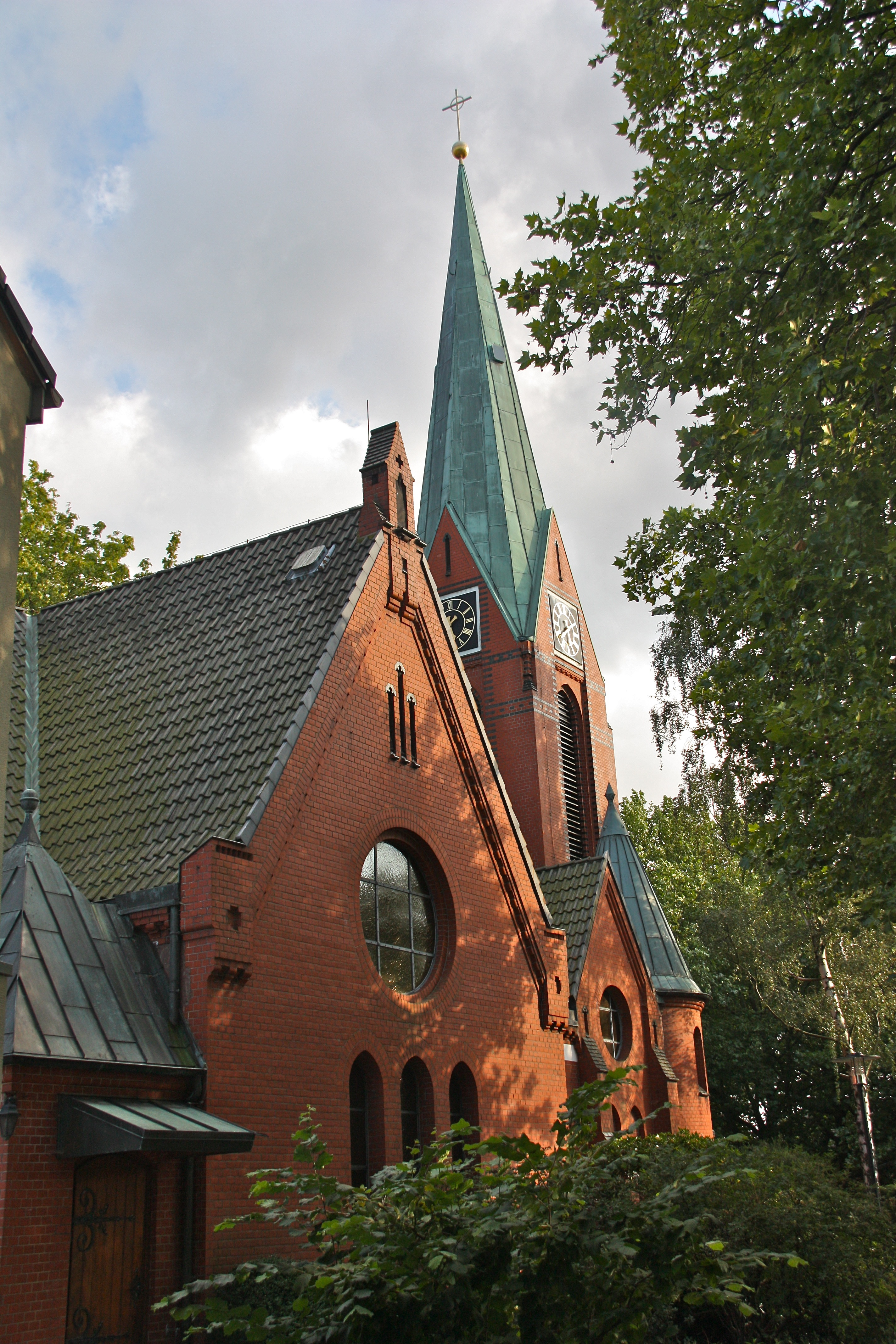
Seitengiebel auf der Nordseite

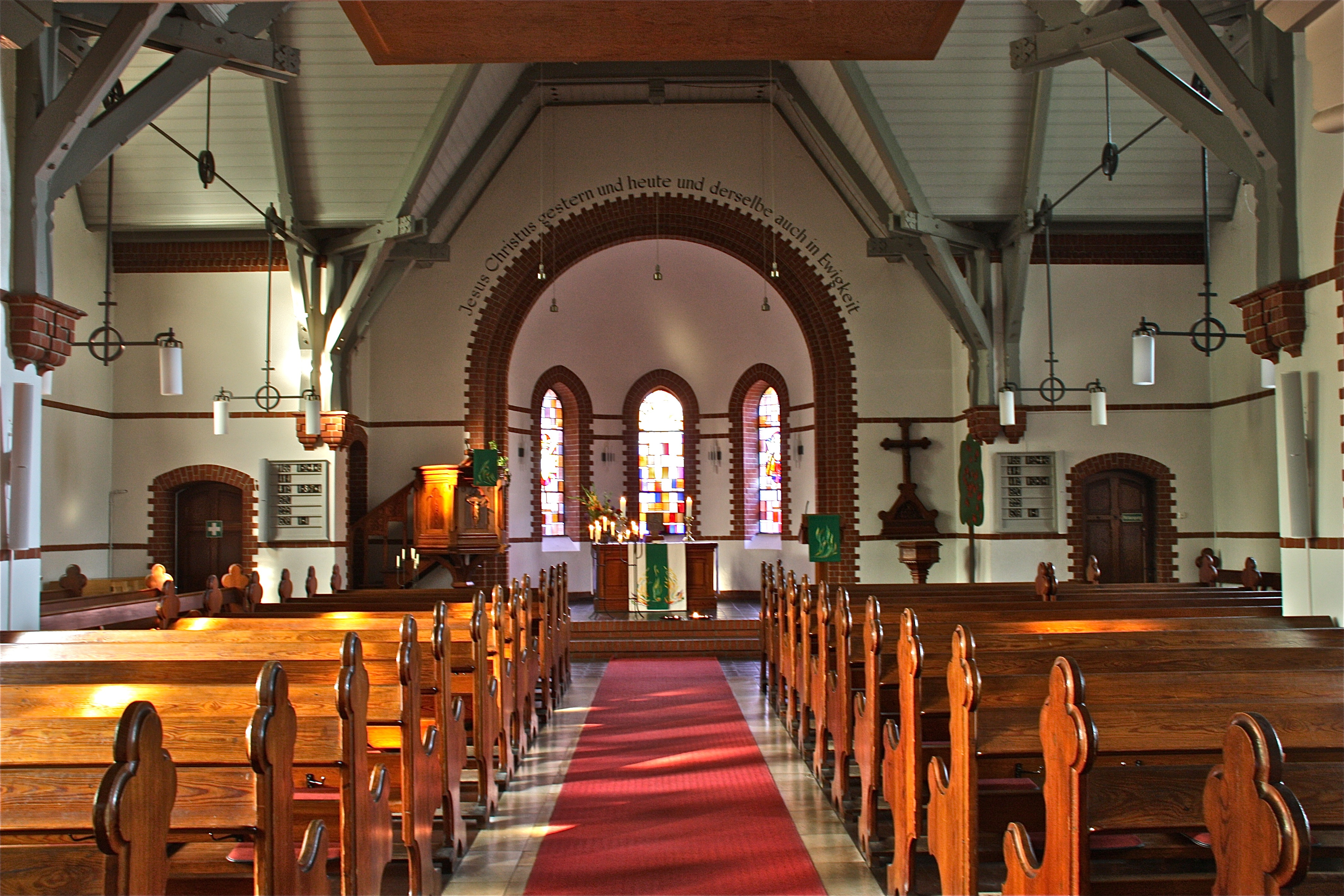
Innenraum, Blick zum Altar

Die evangelisch-lutherische Elisabethkirche in Hamburg-Eidelstedt liegt an der Eidelstedter Dorfstraße unmittelbar im ehemaligen Dorfzentrum des heutigen Stadtteils. Kirche, Pastorat, Friedhof und ehemalige Kirchenwiese liegen hier auf engem Raum nebeneinander.

## Bau der Kirche
Eidelstedt gehörte kirchlich bis 1769 zu Eppendorf, dann bis 1892 zu Niendorf und zuletzt zu Stellingen. Besonders die Zugehörigkeit zu Stellingen, das kaum bedeutender als Eidelstedt war, war für die Eidelstedter Christen ein unbefriedigender Zustand. Daher gab es im frühen 20. Jahrhundert eine breite Bewegung im Ort, um sich von der Stellinger Gemeinde zu lösen und die Mittel für eine eigene Kirche aufzubringen. Im Jahre 1905 erfolgte die Trennung von Stellingen, bald danach stiftete der wohlhabende Hofbesitzer Jacob Krohn Grundstück und Pastorat, wodurch die eher ungünstige Lage der Kirche am östlichen Rand des Dorfes vorgegeben war. Mangels öffentlicher Zuschüsse versuchte die Gemeinde die notwendigen Mittel für den Bau selber zu beschaffen, wozu der Prozentsatz der Kirchensteuer eine Zeitlang verdoppelt und 3000 Reichsmark für den Bau des Glockenturms und der Kirchuhr gesammelt wurden.
Aufgrund der knappen Finanzmittel waren die Vorgaben ein vergleichsweise schlichter Bau, der dennoch solide ausgeführt werden sollte. Auf die entsprechende Ausschreibung reichten die Hamburger Baumeister Faulwasser, Lorenzen, Groothoff und Stehn ihre Pläne ein. Man beauftragte den Architekten Hugo Groothoff, eine Kirche in Anlehnung an seine 1899 in Brokstedt gebaute Kirche zu errichten und sich für den Turm am Beispiel der Fuhlsbütteler Kirche zu orientieren. Die Kirche gehört zu einer Reihe sehr ähnlicher Bauwerke, die Groothoff als ländliche Kirchen schwerpunktmäßig in der Umgebung von Itzehoe und in Stormarn baute.
Die Eidelstedter Kirche erhielt einen Grundriss in Kreuzform mit Vorhalle unter dem Turm und an den Chorraum angebauter Sakristei. Der Hauptraum mit Längs- und Querschiff wurde für 300 Sitzplätze und die Möglichkeit zusätzliche Emporen einzubauen, geplant. Der westliche Abschluss des Innenraums erfolgte klassisch mit einer Empore für Chor und Orgel. Die Kirche wurde zeitgemäß im neugotischen Stil unter Verwendung von Ziegeln und Kalksandstein errichtet. Aus Sparsamkeitsgründen verwendete man Schmuckelemente wie Formsteine oder glasierte Ziegel nur sehr zurückhaltend. Aus dem gleichen Grund verzichtete man, ausgenommen die Chornische, auf die zeittypischen gemauerten Gewölbe im Innenraum und begnügte sich mit einer schlichten, gering verzierten Holzdecke. Diese Holzdecke führte man jedoch nicht vollständig waagrecht aus, sondern passte sie im unteren Teil dem Verlauf der Dachsparren an, um erst in größerer Höhe einen waagerechten Abschluss zu bekommen. Dadurch wird der Innenraum höher und hallenartiger. Das erste Dach hatte noch eine Deckung aus Schiefer.
Am 16. September 1906 konnte die Kirche eingeweiht werden.
Von großen Kriegsschäden oder baulichen Veränderungen ist die Kirche verschont geblieben, so dass sie von außen im Wesentlichen das ursprüngliche Aussehen behalten konnte. Allerdings hatte sie Glas- und vor allem schwere Dachschäden beim Bombardement 24./25. Juli 1943, wodurch sie bis zum Juni 1945 ohne Dach für den Hauptraum blieb. In den 1970er-Jahren ersetzte man bei einer notwendigen Dachreparatur den bisher verwendeten Schiefer durch schwarze Dachpfannen.
Den Namen „Elisabethkirche“, nach der Mutter von Johannes dem Täufer, trägt die Kirche erst seit den 1950er-Jahren. Die ursprüngliche Bezeichnung „Eidelstedter Kirche“ war nicht mehr haltbar, als Eidelstedt in den Nachkriegsjahren wuchs und im Laufe der Zeit noch drei weitere Kirchen (Christuskirche am Halstenbeker Weg, Johanniskirche im Dallbregen und Marienkapelle in der Mählstraße) erhielt.

## Ausstattung
Die Farbgebung des Innenraums ist typisch für das Werk Groothoffs. Hell, mit weißer Decke und weißen Wänden, zu denen die Verblendsteine um die Fenster und in den Wandecken mit ihrem Ziegelrot den notwendigen Kontrast setzten.
Vor allem bei der Ausführung von Altar, Kanzel und Taufbecken erkennt man den Zwang zur Sparsamkeit auch im Innenraum. Alle Stücke sind aus Eichenholz gefertigt und stammen von dem ortsansässigen Tischlermeister Wilhelm Schmidt. Die drei farbigen Altarfenster sind erst im Jahr 1931 in die Kirche gekommen und stammen aus der Werkstatt von Christel Kuball. Das heutige bronzene Altarkreuz von Fritz Fleer wurde während eines Umbaus von 1984 aufgestellt.
Der Innenraum wurde in den Jahren 1938, 1952, 1962 und 1983/1984 renoviert oder umgestaltet, wodurch vom ursprünglichen Eindruck kaum noch etwas zu erkennen ist. Durch bessere Beleuchtung und einen hellen Fliesenboden ist es gelungen, eine einladende und freundliche Raumatmosphäre zu erhalten.

## Glocken
Das erste Geläut der Kirche bestand aus drei Glocken, von denen zwei aus der Glockengießerei in Apolda stammten und die dritte und größte wiederum ein Geschenk des Hofbesitzers Jacob Krohn war. Die beiden Glocken aus Apolda trugen die Bezeichnungen Ehre sei Gott in der Höhe (mittlere Glocke) und Friede auf Erden (kleinste Glocke). Im Ersten Weltkrieg lieferte die Gemeinde die beiden größten Glocken zu Rüstungszwecken ab, erhielt sie aber 1919 zurück, wenn auch die größte Glocke beschädigt war. Eine unbeschädigte große Glocke erhielt die Kirche erst wieder 1931 mit einer neuen Glocke aus der Glockengießerei Bachert. Allerdings wurden bereits am 8. Juni 1942 die beiden größten Glocken erneut zu Rüstungszwecken während des Zweiten Weltkriegs abgegeben und kehrten in diesem Fall nicht zurück. Nachdem das Vorhaben, die fehlenden Glocken zu ersetzen, zunächst an den Vermögensverlusten der Gemeinde durch die Währungsreform von 1948 scheiterte, erhielt die Kirche 1953 wieder zwei neue Bronzeglocken aus der Glockengießerei Bachert. Die gesamte Aufhängung und Bedienung der Glocken musste 1996 im Zuge einer umfassenden Renovierung des Turmes modernisiert werden.

## Orgel

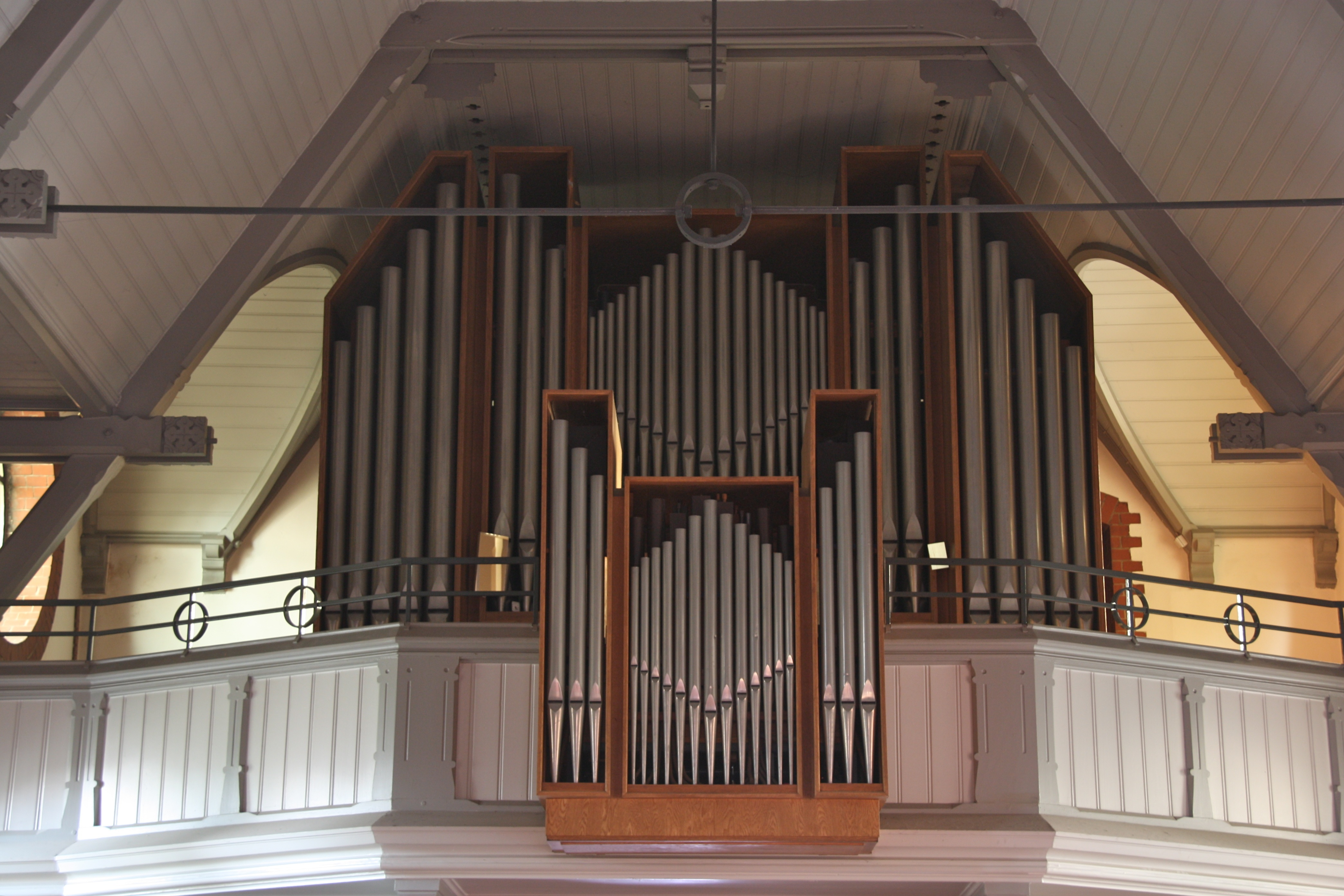
Orgelprospekt

Die erste feste Orgel kam erst 1911 in die Kirche. Sie war ein Instrument aus der Werkstatt von Faber & Greve das zwar über eine große Anzahl von Registern verfügte, jedoch klanglich eher dürftig blieb, da für die Register nur recht wenige Pfeifen verwendet wurden. 1937 entschied sich die Kirchengemeinde für eine neue Orgel der Firma Hammer aus Hannover. Diese 1940 eingeweihte Orgel überstand den Krieg mit leichten Beschädigungen und konnte bis 1964 verwendet werden.
Ihre Nachfolgerin ist eine bis heute genutzte Führer-Orgel, die am 28. Juni 1964 geweiht werden konnte. Ihre Disposition lautet:
| I Hauptwerk C– |              |       |
| 1.             | Quintadena   | 16′   |
| 2.             | Prinzipal    | 8′    |
| 3.             | Rohrflöte    | 8′    |
| 4.             | Oktave       | 4′    |
| 5.             | Quinte       | 2 ⁄3′ |
| 6.             | Flachflöte   | 2′    |
| 7.             | Mixtur V–VII | 1 ⁄3′ |
| 8.             | Trompete     | 8′    |

| II Rückpositiv C– |                 |      |
| 9.                | Gedackt         | 8′   |
| 10.               | Prinzipal       | 4′   |
| 11.               | Nachthorn       | 4′   |
| 12.               | Oktave          | 2′   |
| 13.               | Sifflet         | 1′   |
| 14.               | Sesquialtera II |      |
| 15.               | Scharff IV–VI   | 1⁄2′ |
| 16.               | Krummhorn       | 8′   |
|                   | Tremulant       |      |

| Pedal C– |              |       |
| 17.      | Subbass      | 16′   |
| 18.      | Prinzipal    | 8′    |
| 19.      | Gedackt      | 8′    |
| 20.      | Prinzipal    | 4′    |
| 21.      | Nachthorn    | 2′    |
| 22.      | Mixtur IV–VI | 2 ⁄3′ |
| 23.      | Posaune      | 16′   |

- Koppeln: 3 Normalkoppeln (II/I, I/P, II/P)

## Fotografien und Karte
Koordinaten: 53° 36′ 27″ N, 9° 54′ 34″ O

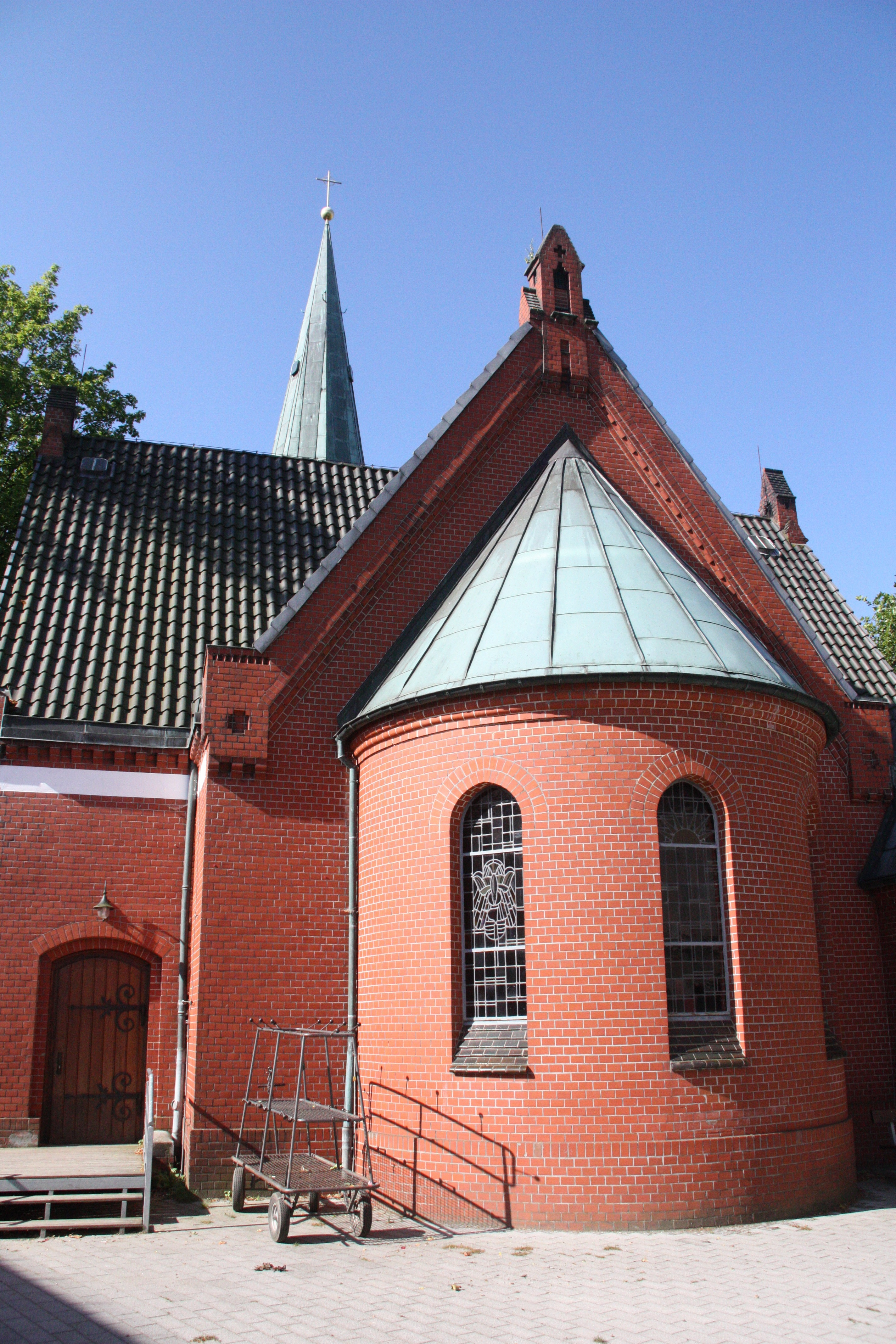
Ansicht des Chors
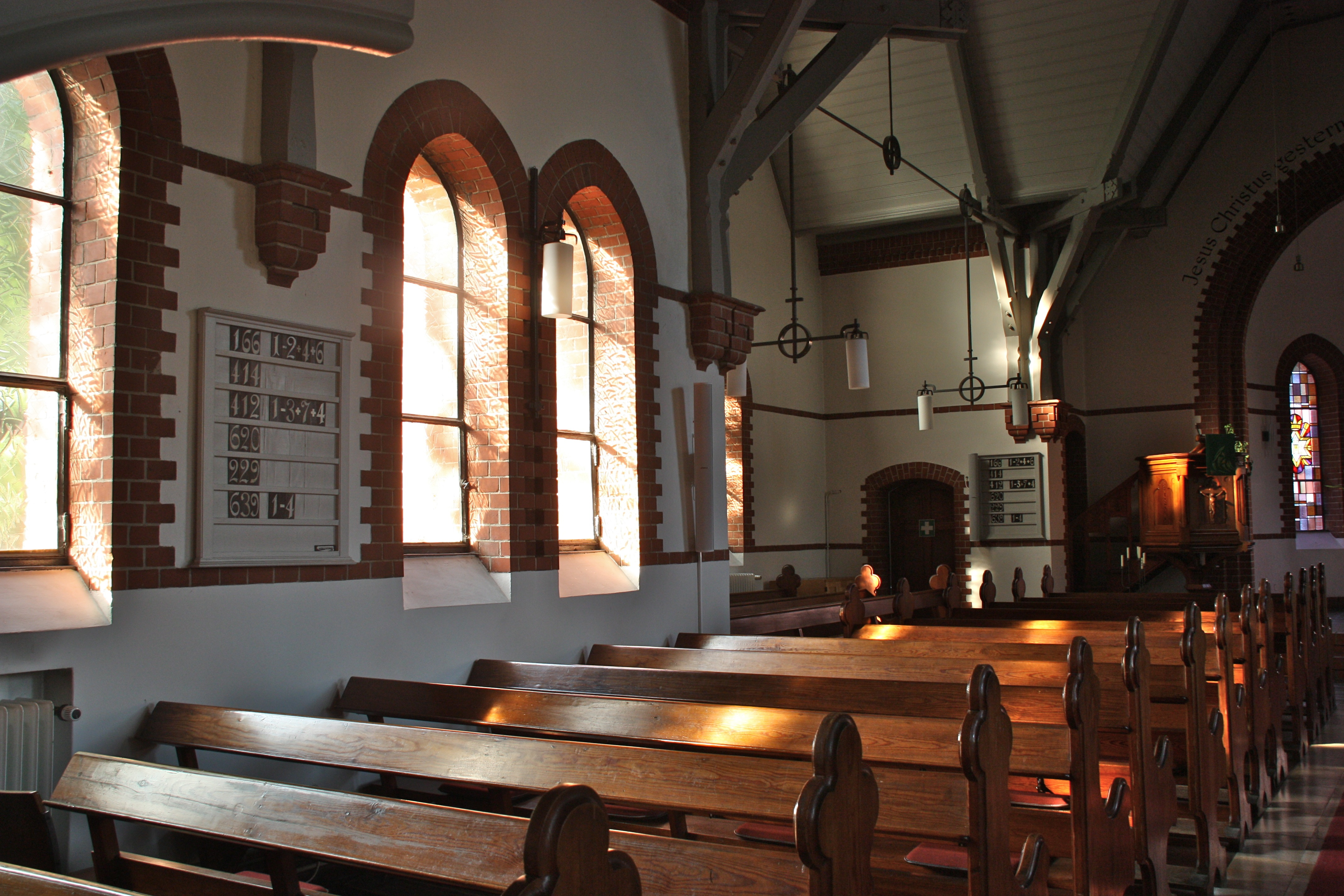
Seitenwand des Innenraums
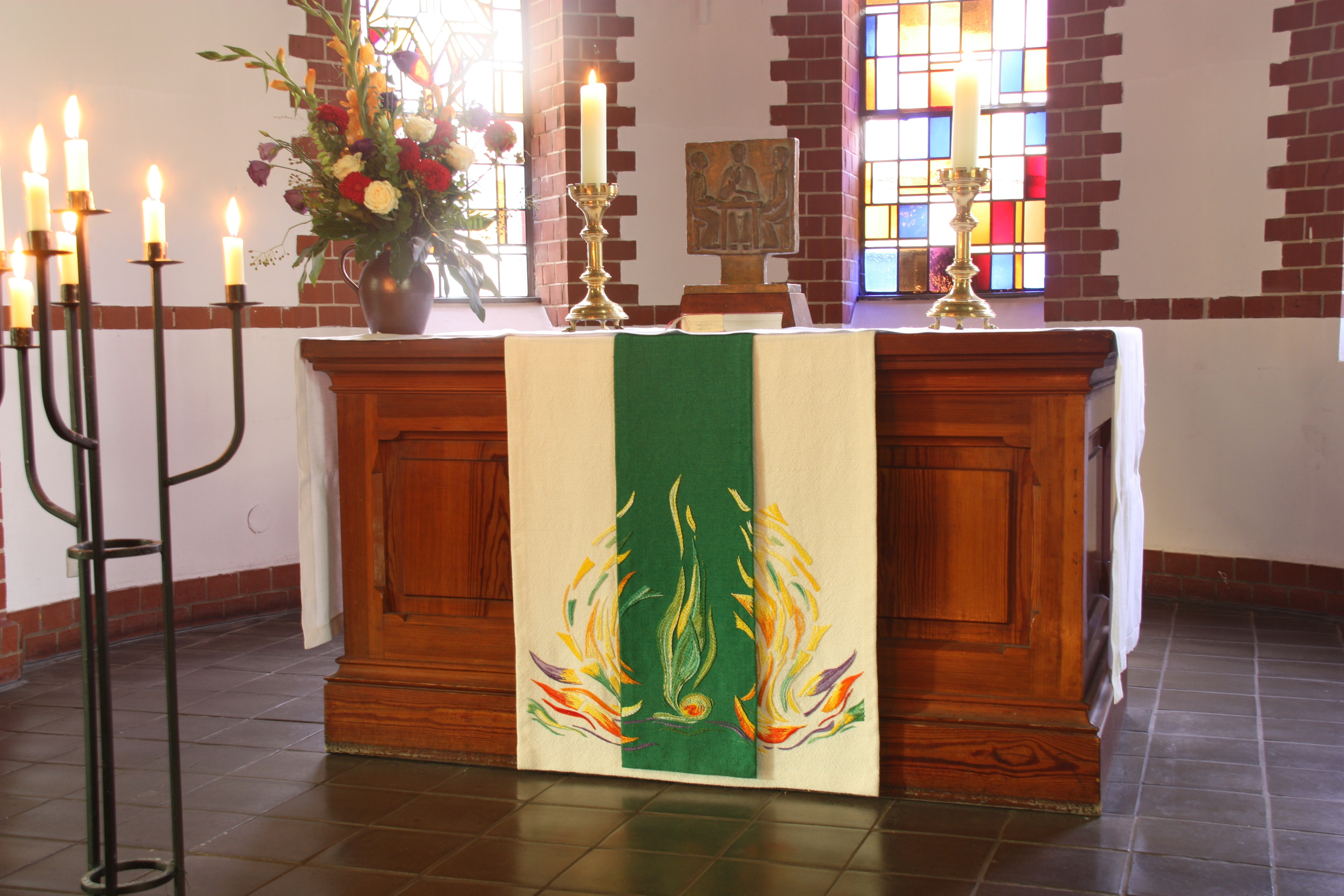
Altar
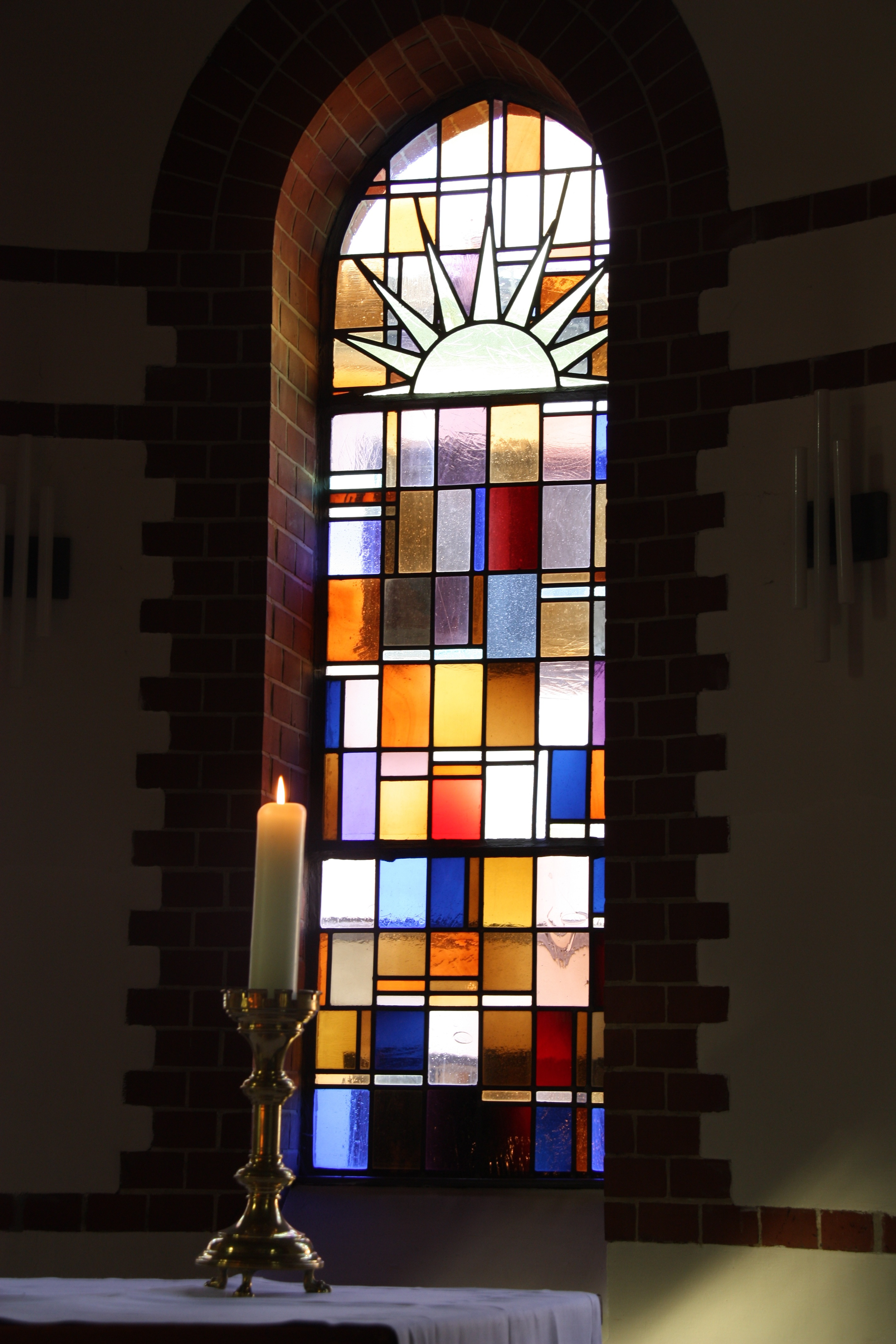
Mittleres Chorfenster
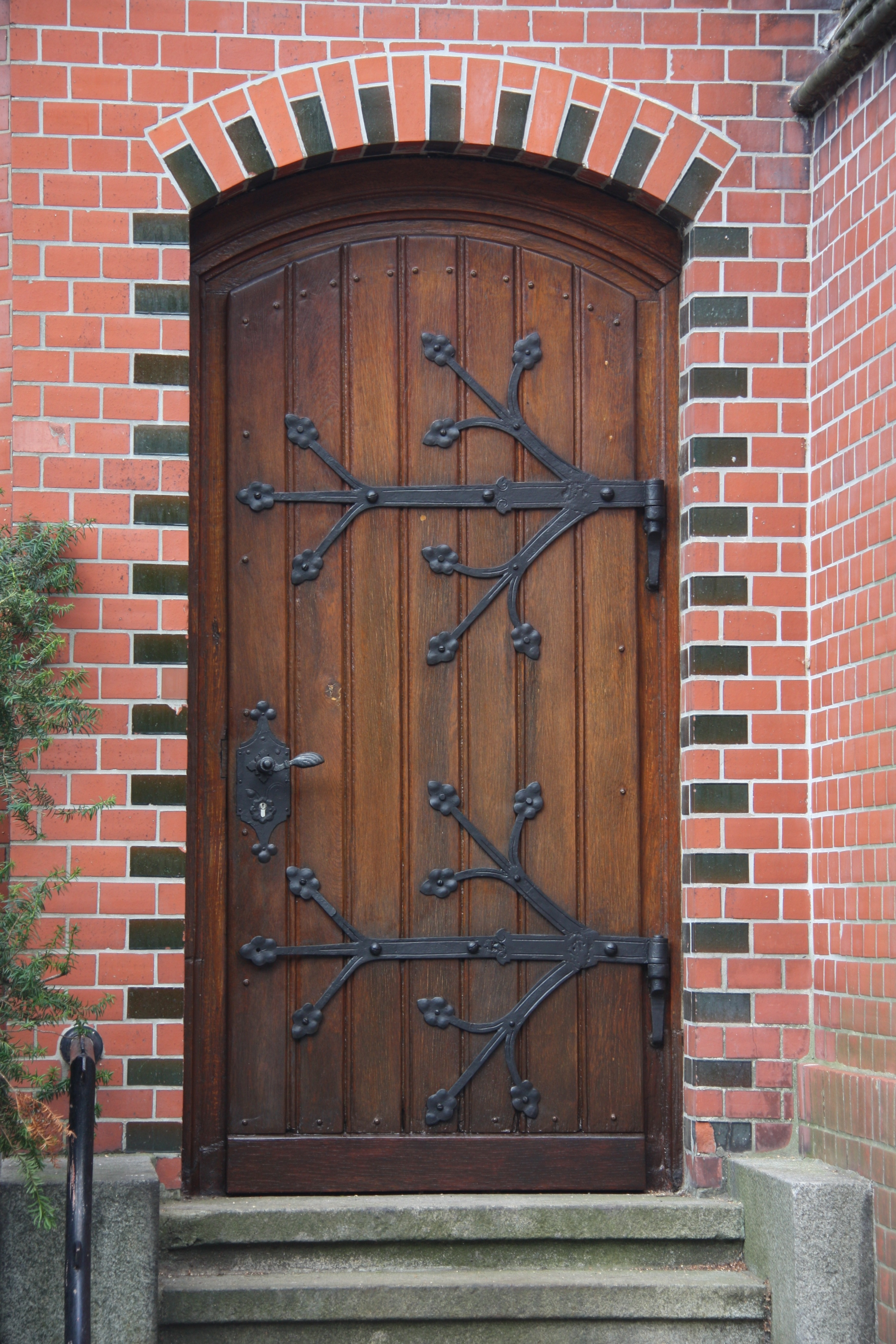
Seitenpforte mit typischen Details